# Jimmie Noone

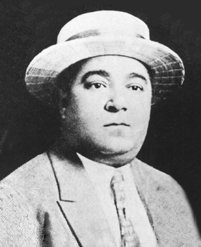
Jimmie Noone

Jimmie (Jimmy) Noone (* 23. April 1895 in Cut Off bei New Orleans; † 19. April 1944 in Los Angeles) war US-amerikanischer Klarinettist des traditionellen Jazz. Noone, dessen Ton als weich und romantisch beschrieben wird, galt neben Johnny Dodds und Sidney Bechet als einer der besten Klarinettisten der 1920er Jahre.

## Leben und Wirken
Nach Unterricht bei Lorenzo Tio und durch den erst 13-jährigen Sidney Bechet hatte Noone erste lokale Erfolge in seiner Heimatstadt New Orleans (er spielte u. a. in der Olympia Brass Band mit Freddie Keppard), die aber auch er 1917 verließ und nach Chicago ging, um mit Freddie Keppard im Original Creole Orchestra (von Bill Johnson) zu spielen. Nach Zusammenbruch dieser Band ein Jahr später wurde er Mitglied in der Band von King Oliver. 1920 trat er Doc Cook’s Dreamland Orchestra bei und blieb dort sechs Jahre. Ab Herbst 1926 leitete er seine erste eigene Band im Apex Club in Chicago („Jimmie Noone’s Apex Club Orchestra“). 1927 und 1928 war Earl Hines Mitglied seiner Band, bevor er sein eigenes Orchester gründet. 1927 begleitete er  die Sängerin Lillie Delk Christian, 1928  mit Armstrongs Hot Four (mit Mancy Carr und Earl Hines), in den Folgejahren die Sängerin May Alix. 1929 entstand der von Noone und vermutlich Zinky Cohn komponierte „Apex Blues“. 1931 war er auch kurz in New York. Im März 1931 hatte er einen Hit für Vocalion in den Billboard Top 30 mit dem von Mildred Bailey gesungenen „Travlin’ All Alone“ (#20). Auch in den 1930er Jahren leitete er eine eigene Band in Chicago im Apex Club, in der 1939 auch Joe Williams auftrat. Auch Lonnie Johnson spielte in seiner Band. Im Zuge des einsetzenden New Orleans Revival ging er 1940 zu Kid Ory nach Los Angeles. 1944 wirkte er noch mit seiner Band in dem B-Movie Block Busters (Regie Wallace Fox) mit. Er verstarb 1944 überraschend an einem Herzinfarkt.